# 荷西美
何塞·米格尔·冈萨雷斯·雷（José Miguel González Rey，1979年11月15日—），通常稱為何塞米（Josemi），是一名前西班牙足球運動員，曾效力西班牙球隊皇家馬略卡及英超勁旅利物浦。荷西美主要擔任右後衛，但亦可擔任中堅。
荷西美在家鄉球隊托雷莫利諾斯開始職業生涯，其後加入馬拉加。在2003/04賽季，他是馬拉加的主力球員，助球隊以第10名完成聯賽。他的表現吸引了剛成為利物浦主教練的賓尼迪斯，於2004年暑假以200萬英鎊簽下他。
2005/06賽季，他共為利物浦上陣14場。雖然他是賓尼迪斯首個收購，在季初亦有不少機會上陣，但他的表現並不令人滿意，在對富咸的比賽更領紅牌。結果，芬倫重奪右後衛正選位置，荷西美長居後備。
2006年1月，利物浦與西甲球隊維拉利爾達成協議，以荷西美與維拉利爾的荷蘭後衛高朗金對換。在維拉利爾，右後衛主要由查維·雲達擔任，荷西美多擔任後備。
2008年，荷西美轉會至皇家馬略卡。2008年11月22日，荷西美在對母會馬拉加的比賽中射入一球遠射，雙方以2-2打成平手。這是荷西美在西甲的首個進球。

## 榮譽
- 2002-03 圖圖盃
- 2004-05 歐洲聯賽冠軍盃
- 2005-06 歐洲超級盃

## 外部連結
- Stats at Liga de Fútbol Profesional （页面存档备份，存于）